# Referèndum constitucional del Tadjikistan de 2003
El 22 de juny de 2003 es va celebrar un referèndum constitucional al Tadjikistan. Els canvis incloïen l'eliminació de l'article 65, que limitava el mandat del president a un sol període. Van ser aprovats pel 94% dels votants, amb una participació del 96%.